# Juno Peaks
Die Juno Peaks sind zwei steilwandige Nunatakker im Süden der westantarktischen Alexander-I.-Insel. Sie bilden mit kleinen Felsvorsprüngen an der Westflanke einen ost-westlich ausgerichteten Gebirgskamm 10 km südwestlich des Mimas Peak.
Trimetrogon-Aufnahmen der US-amerikanischen Ronne Antarctic Research Expedition (1947–1948) und Vermessungen, die der Falkland Islands Dependencies Survey zwischen 1948 und 1950 vornahm, dienten ihrer Kartierung. Das UK Antarctic Place-Names Committee benannte sie 1974 nach dem Asteroiden (3) Juno.